# Dannemarie (Doubs)
Dannemarie è un comune francese di 109 abitanti situato nel dipartimento del Doubs nella regione della Borgogna-Franca Contea.

## Società

### Evoluzione demografica
Abitanti censiti